# Lukavica (Tutin)
Pour les articles homonymes, voir Lukavica.
Lukavica (en serbe cyrillique : Лукавица) est un village de Serbie situé dans la municipalité de Tutin, district de Raška. Au recensement de 2011, il comptait 328 habitants.

## Démographie
| 1948 | 1953 | 1961 | 1971 | 1981 | 1991 | 2002 | 2011 |
| ---- | ---- | ---- | ---- | ---- | ---- | ---- | ---- |
| 196  | 217  | 236  | 181  | 150  | 255  | 242  | 328  |

|  |